# GEMINI (Alice Nineのアルバム)
『GEMINI』（ジェミニ）は、Alice Nineの4枚目のオリジナル・アルバム。2011年2月9日に徳間ジャパンコミュニケーションズから発売された。

## 解説
前作よりおよそ2年ぶりのオリジナル・アルバム・リリース。初回限定盤はCDと表題曲「GEMINI-0-eternal」のMUSIC CLIPとそのMAKING映像を収録した2枚組のDVDが同梱されており、スペシャル仕様としてCD盤面が各メンバーレーベルになっている。通常盤はCDのみだが、初回限定盤にはないSEを収録している。本作のリリース日は、前年2010年1月22日にオンエアされたニコニコ動画のレギュラー番組「Alice9ちゃんねる」にて沙我によりスタッフとの打ち合わせもなしにアルバムのタイトルと発売日をフライング発表された。さらに本作の表題曲は13分にも及ぶ壮大な楽曲とも発表された。発売日の3日前には沙我のオフィシャルブログ『沙我の真昼のJELLY FISH』にて収録曲の解説がなされた。作曲者の欄にメンバーの名前が記載されるのは本作が初めて。なおオリコンデイリーチャート2月8日、2月9日付では2日連続で1位を獲得している。

## 批評
『CDジャーナル』は「圧倒的なメロディ・センスを武器に、パワーと優雅さの両方を併せ持ったスケールの大きな楽曲は抜群の存在感を発揮。ロック・オペラ的なアプローチを盛り込んだ楽曲もじつに壮大だ。」と批評した。

## 収録曲

### CD
全曲作詞:将
1. I. [4:20]
作曲:沙我
2. RUMWOLF [2:59]
作曲:沙我・ヒロト
3. Stargazer: [4:12]
作曲:Alice Nine
16thシングル。
4. 4U [5:47]
作曲:沙我
5. 蜃気楼 [3:41]
作曲:Alice Nine 原曲:虎
16thシングルカップリング曲。
6. KING&QUEEN [3:08]
作曲:虎
7. Entr'acte [1:32]
作曲:沙我
SE
8. 閃光 [4:15]
作曲:Alice Nine
15thシングル。
9. 風凛 [4:13]
作曲:沙我
10. GEMINI-0-eternal [4:21]
作曲:沙我
アルバム表題曲。この曲と-I-the void、-II-the luvはもとは1曲だがトラックを3つに分けて収録。
11. GEMINI-I-the void [4:11]
作曲:沙我
12. GEMINI-II-the luv [3:41]
作曲:沙我
13. birth in the death [5:42]
作曲:沙我
14. Overture -Bonus Track- [2:28] （通常盤のみ）
作曲:ヒロト

### DVD
1. GEMINI-0-eternal MUSIC CLIP
2. MUSIC CLIP MAKING